# Pablo Hernández
Pablo Hernández Domínguez (Castellón, 1985. április 11. –) spanyol válogatott labdarúgó, a Castellón középpályása.

## Sikerei, díjai

### Klub
- Swansea City
  - Angol ligakupa: 2012–13

- Leeds United
  - EFL Championship: 2019–20

### Válogatott
- Spanyolország
  - Konföderációs kupa bronzérem: 2009

### Egyéni
- Leeds United Az év játékosa: 2017–18, 2018–19, 2019–20